# Kanton Toulon-1
Kanton Toulon-1 is een kanton van het Franse departement Var. Kanton Toulon-1 maakt deel uit van het arrondissement Toulon en telde 11.005 inwoners in 1999.

## Gemeenten
Het kanton Toulon-1 omvatte tot 2014 een deel van de gemeente:
- Toulon : zie kaartje

Na de herindeling van de kantons bij decreet van 27 februari 2014, met uitwerking op 22 maart 2015 omvat dit kanton en ander (zuidelijk) deel van de gemeente Toulon.